# Aurec-sur-Loire
Aurec-sur-Loire ist eine französische Gemeinde mit 6133 Einwohnern (Stand: 1. Januar 2022) im Département Haute-Loire in der Region Auvergne-Rhône-Alpes. Sie gehört zum Arrondissement Yssingeaux und ist der Hauptort (frz.: chef-lieu) des Kantons Aurec-sur-Loire.

## Geographie
Aurec-sur-Loire liegt – dem Namen entsprechend – an der Loire, in die hier am Rand der Monts du Forez die Semène mündet. Aurec-sur-Loire wird umgeben von den Nachbargemeinden Saint-Maurice-en-Gourgois im Norden, Saint-Paul-en-Comillon im Nordosten, Saint-Ferréol-d’Auroure im Osten, Pont-Salomon im Südosten, La Chapelle-d’Aurec im Süden sowie Malvalette im Westen.

## Bevölkerungsentwicklung
| Jahr                       | 1962 | 1968 | 1975 | 1982 | 1990 | 1999 | 2009 | 2017 |
| Einwohner                  | 3106 | 3620 | 3975 | 4248 | 4510 | 4895 | 5557 | 6111 |
| Quellen: Cassini und INSEE |      |      |      |      |      |      |      |      |

## Sehenswürdigkeiten
|  |  |  |

- Château seigneurial, im 11. Jahrhundert erbaut, mit Anbauten aus 13. und 15. Jahrhundert, Monument historique

- Château du moine sacristain, heutiges Weinmuseum
- Château de Chazournes
- Reste einer römischen Brücke über die Loire
- Kirche Saint-Pierre aus dem 12. Jahrhundert
- Turm d’Oriol